# Phạm Hoài Nam
Phạm Hoài Nam (Hoai Nhon, 21 febbraio 1967) è un ammiraglio e politico vietnamita, vice-ministro della difesa della Repubblica Socialista del Vietnam.
Phạm Hoài Nam è nato a Hoai Nhon, nella Provincia di Binh Dinh il 21 febbraio 1967. Ha aderito al Partito Comunista del Vietnam nel gennaio 2011. È un membro del 12° e del 13°  comitato centrale del Partito Comunista del Vietnam, e anche deputato dell'Assemblea nazionale del Vietnam.